# Ортакшил (Махамбетський район)
Ортакши́л (каз. Ортақшыл) — село у складі Махамбетського району Атирауської області Казахстану. Адміністративний центр Єсбольського сільського округу.
Населення — 1169 осіб (2021; 1322 у 2009, 1403 у 1999, 1150 у 1989).